# Открито първенство по снукър на Германия
Откритото първенство по снукър на Германия (на английски: German Open) е професионално състезание по снукър, което се провежда през три последователни години - 1995, 1996 и 1997 г. През тези години Откритото първенство по снукър на Германия остава един от турнирите за световната ранглиста.

## Победители
| Година | Победител      | Опонент        | Краен резултат | Сезон     |
| ------ | -------------- | -------------- | -------------- | --------- |
| 1995   | Джон Хигинс    | Кен Дохърти    | 9 – 3          | 1995/1996 |
| 1996   | Рони О'Съливан | Алаин Робидокс | 9 – 7          | 1996/1997 |
| 1997   | Джон Хигинс    | Джон Парот     | 9 – 4          | 1997/1998 |

| Портал | В Портал Снукър можете да намерите още много страници за снукър. |